# Nerisyrenia camporum
Espèce
Nerisyrenia camporum est une espèce de plantes à fleurs de la famille des Brassicaceae, originaire du continent nord-américain.

## Description morphologique

### Appareil végétatif
Cette plante de 20 à 60 cm de hauteur forme des touffes de tiges feuillées ramifiées. La présence de poils à sa surface la rend grisâtre. Les feuilles sont lancéolées, dentées, à pédoncule court, et mesurent de 1,3 à 6,3 cm de long.

### Appareil reproducteur
La floraison a lieu de février à octobre.
L'inflorescence est une grappe portée par l'extrémité des tiges. Les fleurs sont blanches ou mauves. Chaque fleur mesure 2 cm de diamètre et comporte 4 pétales.
Le fruit est une silique de 1,3 à 3,8 cm de long, étroite mais épaissie, tenue érigée.

## Répartition et habitat
Cette plante pousse sur les sols rocailleux calcaires des déserts et plaines arides. Son aire de répartition s'étend, au nord, du Texas au Nouveau-Mexique aux États-Unis jusqu'au nord du Mexique au sud.